# 费罗兹·巴哈鲁丁
穆罕默德·费罗兹·巴哈鲁丁，2000年4月2日—）是一名马来西亚足球运动员，司职后卫。目前效力马来西亚超级足球联赛俱乐部柔佛DT，也代表马来西亚国家足球队。

## 荣誉

### 俱乐部
柔佛DT
- 马来西亚超级足球联赛冠军：2022
- 马来西亚足总杯冠军：2022
- 马来西亚杯冠军：2022
- 马来西亚慈善盾冠军：2023

### 国家队
- 東南亞足協U-19青年錦標賽冠军：東南亞足協U-19青年錦標賽|2018]]